# 清水谷孝尚
清水谷 孝尚（しみずたに こうしょう、旧姓：半田、1919年11月3日 - 2014年10月28日）は、日本の聖観音宗の僧侶。浅草寺27世貫首。

## 略歴
- 1919年11月、長野県上田市の天台宗常楽寺の半田家に生まれる
- 1941年、大正大学文学部国文学科卒業、トラック諸島に出征
- 1946年、復員して24世清水谷恭順の養子となる。浅草寺一山善龍院住職、駒込学園国語科教諭に就任
- 1996年、浅草寺27世貫首に就任
- 2014年10月28日、遷化

### 役職歴
- 台東区史編纂専門委員
- 東京都仏教連合会会長
- 全日本仏教会副会長

## 家族
- 実父：半田孝海・常楽寺住職
- 養父：清水谷恭順・24世浅草寺貫首
- 実兄：半田孝淳・天台座主。

## 著書
- 『観音巡礼 - 坂東札所めぐり』（文一出版、1971年）
- 『観音巡礼のすすめ - その祈りの歴史』（朱鷺書房、1983年）
- 『坂東33カ所』（保育社、1983年）
- 『巡礼のこころ』（大蔵出版、1986年）
- 『巡礼と御詠歌-観音信仰へのひとつの道標-』（朱鷺書房、1992年）
- 『生かして生きる』（講談社、2014年）

共著
- 『浅草・合羽橋・鳥越・浅草橋-東京路上細見4』（小森隆吉との共著、平凡社、1989年）